# Castelo de Dunluce
O Castelo de Dunluce (em inglês:  Dunluce Castle; em irlandês:  Dún Lios), literalmente traduzido como "forte da Colina", é uma das mais amplas ruínas de um castelo medieval da Irlanda do Norte. Ele está localizado na extremidade de um afloramento de basalto no Condado de Antrim, e é acessível por uma ponte. Situa-se entre Portballintrae e Portrush. O castelo é circundado por um precipício. Ele é um State Care Historic Monument sitiado na townland de Dunluce, distrito de Coleraine, na referência: C9048 4137.